# كريستيان الرابع ملك الدنمارك والنرويج
كريستيان الرابع (بالدنماركية: Christian den Fjerde)‏ وهو ملك الدنمارك-النرويج ولد في سنة 1577 وتولى الحكم في سنة 1588 وهو بعمر 11 سنة وبقي في الحكم إلى مماته في سنة 1648 حيث تولى الحكم لمدة 59 سنة خلف الحكم من أبيه فريدريك الثاني وخلفه في الحكم فريدريك الثالث الدنماركي هذا الملك هو الذي أكمل بناء قلعة فريدريكسبورغ في هيليرود.

## معرض صور

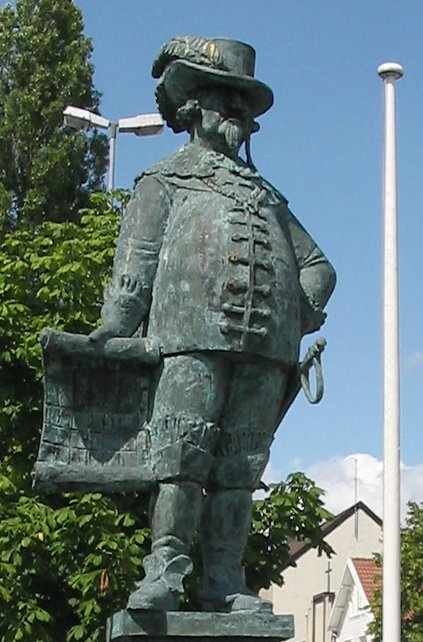
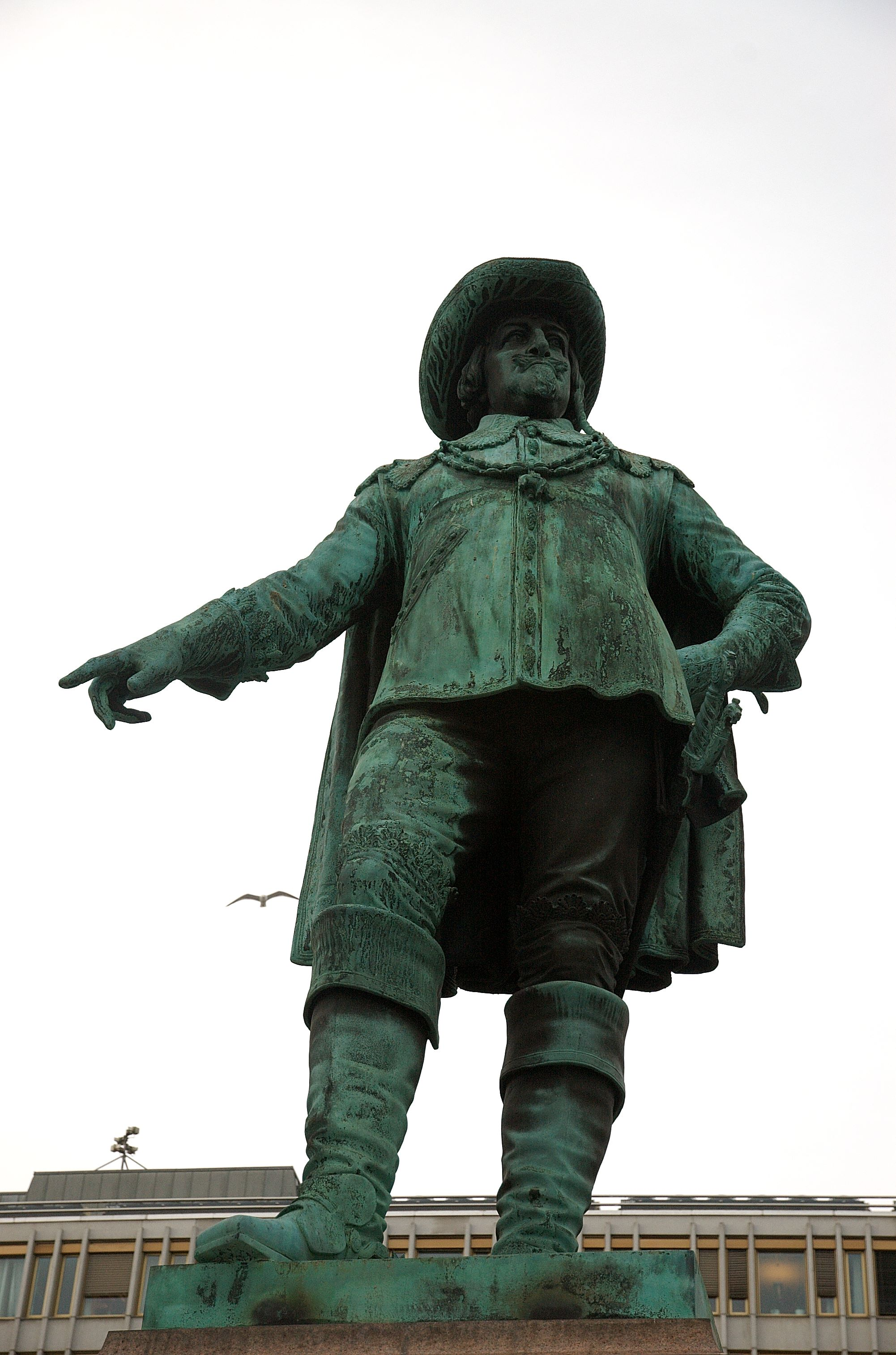
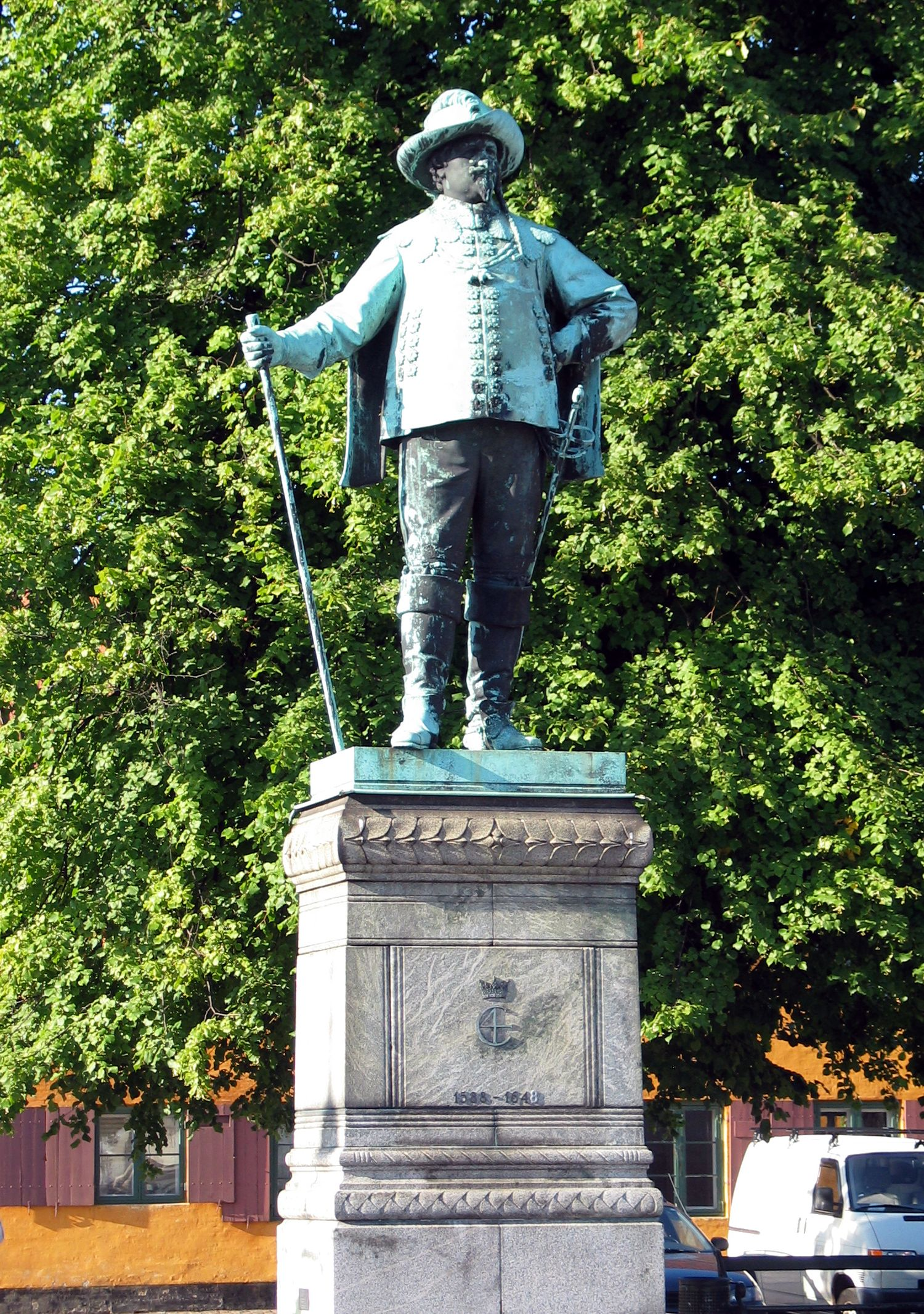
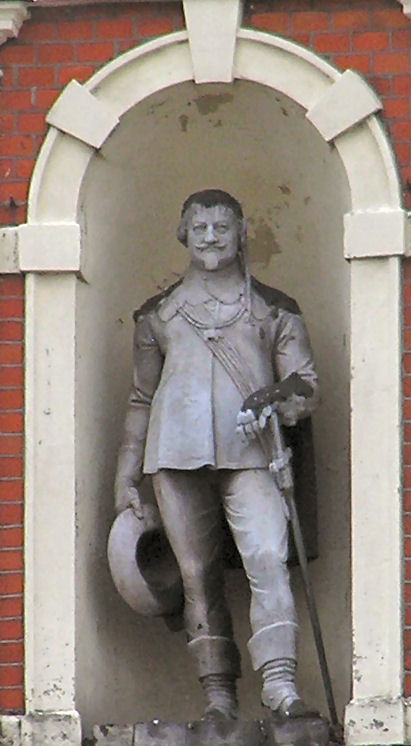
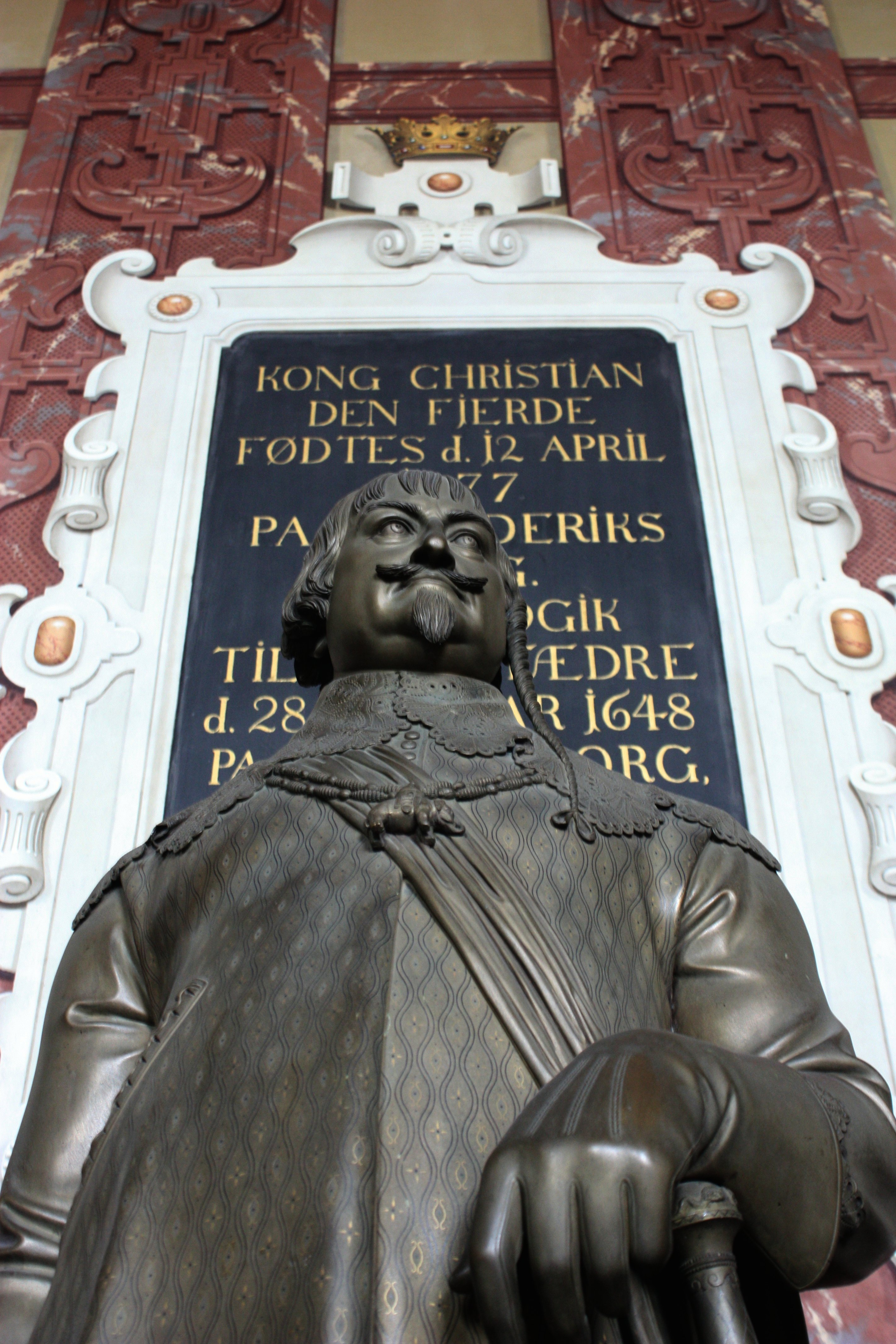

## روابط خارجية
- كريستيان الرابع ملك الدنمارك والنرويج على موقع الموسوعة البريطانية (الإنجليزية)